# Aviram Baruchyan
Aviram Baruchyan (en hebreo: אבירם ברוכיאן‎; Jerusalén, Israel, 25 de marzo de 1985) es un exfutbolista israelí que jugaba de centrocampista y cuyo último equipo fue el Beitar Nordia Jerusalem.

## Palmarés
- Liga Premier de Israel (2):
  - 2006–07, 2007–08
- Copa de Israel (2):
  - 2008, 2009
- Copa Toto (1):
  - 2009–10
- Liga Alef (1):
  - 2014–15